# Qom (circoscrizione elettorale)
La Circoscrizione di Qom è un collegio elettorale iraniano (l'unico della Provincia di Qom) istituito per l'elezione dell'Assemblea consultiva islamica. 

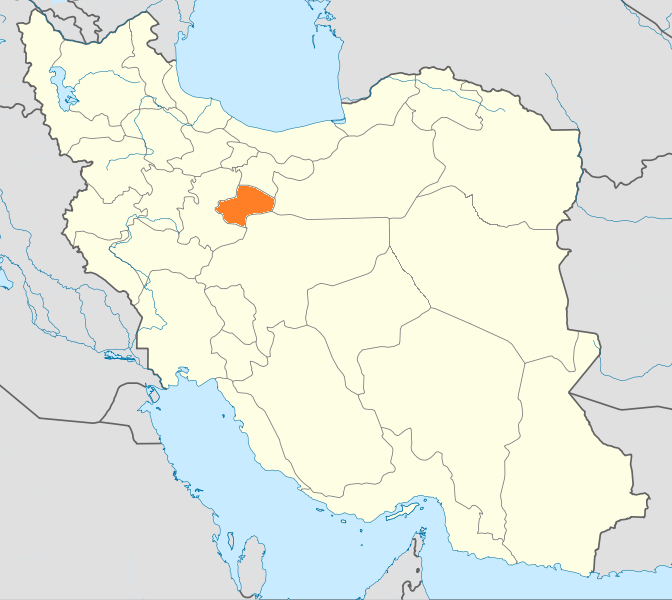
La circoscrizione di Qom, che combacia con l'omonima provincia

## Elezioni
Elezioni parlamentari in Iran del 2016
| Elezioni parlamentari in Iran del 2016 | Elezioni parlamentari in Iran del 2016 | Elezioni parlamentari in Iran del 2016 | Elezioni parlamentari in Iran del 2016 | Elezioni parlamentari in Iran del 2016 | Elezioni parlamentari in Iran del 2016 | Elezioni parlamentari in Iran del 2016 | Elezioni parlamentari in Iran del 2016 | Elezioni parlamentari in Iran del 2016 | Elezioni parlamentari in Iran del 2016 |
| #                                      | Candidato                              | Liste                                  | Liste                                  | Liste                                  | Liste                                  | Liste                                  | Liste                                  | Voti                                   | %                                      |
| #                                      | Candidato                              | GCP                                    | CPR                                    | VP                                     | PMS                                    | FPS                                    | FSLIL                                  | Voti                                   | %                                      |
| -------------------------------------- | -------------------------------------- | -------------------------------------- | -------------------------------------- | -------------------------------------- | -------------------------------------- | -------------------------------------- | -------------------------------------- | -------------------------------------- | -------------------------------------- |
| 1                                      | Ahmad Amirabadi Farahani               | Sì                                     |                                        |                                        |                                        |                                        |                                        | 225,556                                | 47.52                                  |
| 2                                      | Ali Ardeshir Larijani                  |                                        | Sì                                     | Sì                                     | Sì                                     |                                        | Sì                                     | 191,329                                | 40.31                                  |
| 3                                      | Mojtaba Zonnour                        | Sì                                     |                                        |                                        |                                        |                                        |                                        | 168,397                                | 35.48                                  |
| 4                                      | Mohammad-Reza Ashtiani Araghi          | Sì                                     |                                        |                                        |                                        |                                        | Sì                                     | 149,480                                | 31.49                                  |
| 5                                      | Ali Banaei                             |                                        | Sì                                     | Sì                                     | Sì                                     |                                        | Sì                                     | 78,158                                 | 16.46                                  |
| 6                                      | Hassan Talaei                          |                                        |                                        |                                        | Sì                                     | Sì                                     |                                        | 67,062                                 | 14.13                                  |
| ...                                    | Altri 56 candidati                     | Altri 56 candidati                     | Altri 56 candidati                     | Altri 56 candidati                     | Altri 56 candidati                     | Altri 56 candidati                     | Altri 56 candidati                     | <25,000                                | <5.3                                   |
| Voti bianchi o nulli                   | Voti bianchi o nulli                   | Voti bianchi o nulli                   | Voti bianchi o nulli                   | Voti bianchi o nulli                   | Voti bianchi o nulli                   | Voti bianchi o nulli                   | Voti bianchi o nulli                   | 30,786                                 | 6.48                                   |
| Voti totali                            | Voti totali                            | Voti totali                            | Voti totali                            | Voti totali                            | Voti totali                            | Voti totali                            | Voti totali                            | 474,583                                | 474,583                                |